# Гомофобія

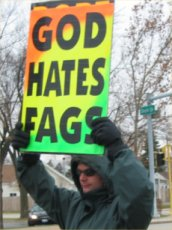
Гомофоб із плакатом «Бог ненавидить геїв» (Пікет в Нортлейку (Іллінойс, США), 2005)

Гомофо́бія (від дав.-гр. ὁμός — «подібний, однаковий», φόβος — «страх, боязливість») — збірна характеристика для різних форм негативної реакції на прояви гомосексуальності, а також на пов'язані з нею суспільні явища. Уперше термін «гомофобія» вжив американський психіатр Джордж Вайнберг в 1972 році у своїй книзі «Суспільство і здоровий гомосексуал». Термін «гомофобія» зустрічається в резолюції Європарламенту, де порівнюється з расизмом, ксенофобією, антисемітизмом і сексизмом, європейських соціологічних інститутах.

## Визначення

### Історія поняття
Інші значення слова (до 1980-х)
- Згідно з Оксфордським словником англійської мови, слово гомофобія (homophobia) спочатку використовувалося в значенні «Боязнь чоловіків, або відраза до чоловічої статі».
- У психіатрії під гомофобією розумівся страх одноманітності, монотонності[4][5].

Введення поняття
- Термін гомофобія замінив раніше поняття гомосексофобії, що рідко використовувалося. Можливий етимологічний предок цього слова — слово гомоеротофобія (homoerotophobia)[6].
- Джордж Вейнберг у 1972 визначає гомофобію як «страх контакту з гомосексуалами, а якщо йдеться про гомосексуалів, то під гомофобією розуміється їх відраза до самих себе»[7].
- Пізніше, у 1980, Хадсон і Ріккетс розширюють цей термін для позначення «почуттів тривоги, відрази, гніву, дискомфорту і страху, які можуть відчувати гетеросексуали відносно лесбійок і геїв»[7].

### Сучасні визначення
Слово «гомофобія» донедавна було відсутнє в сучасних словниках української мови. Було включено до Словника української мови у 20-ти томах [Архівовано 1 червня 2013 у Wayback Machine.] НАН України з визначенням, як «Ірраціональний страх і ненависть до тих, хто відчуває любов і сексуальний потяг до людей власної статі». Закріплено також в тлумачних словниках багатьох інших мов, зокрема англійської, польської, російської і може визначатися через страх, неприязнь або вороже ставлення до осіб гомосексуальної орієнтації. Так, російськомовний словник Єфремової визначає гомофобію як «вороже ставлення до сексуальних меншин» та «засудження педерастії», польськомовний тлумачний словник В. Копалінського визначає «гомофобію» як страх перед гомосексуалами або ворожість до них, оксфордський словник англійської мови — як «страх або ненависть до гомосексуалів або гомосексуальності»
У соціологічному словнику Блеквелла (США) дається дещо ширше визначення гомофобії — «уникнення, боязнь, забобони, дискримінацію, утиски або акти насильства відносно лесбійок, геїв, бісексуалів і трансгендерних осіб» У психологічних словниках натомість гомофобія нерідко подається як «іраціональна» ненависть до гомосексуалів
Попри певну співзвучність «гомофобії» з терміном «фобія», «гомофобія» не розглядається в контексті психічних розладів і відсутня у «Діагностичному і статистичному посібнику по психічних розладах» американської психіатричної асоціації. Натомість відсилання до страху і боязні, може розцінюватися особами, яких клеймлять словом «гомофобія», як образа. Тому як альтернатива висуваються нейтральніші терміни, як, наприклад «гомонегативіст».

## Поняття «гомофобія» в психології

### Межі застосування поняття
Психологи відмічають, що чітку межу між негативним відношенням до гомосексуальності і гомофобією провести непросто. Деякі вважають, що гомофобія пов'язана з наявністю негативних емоцій (а не лише з декларуванням деякої позиції) і/або активною боротьбою з проявами гомосексуальності.
- Хадсон і Рікеттс у своїй роботі 1980 року[16] відмічали, що завдяки широкій експансії терміна з професійної спільноти в масову культуру західного суспільства, під гомофобією стали частенько мати на увазі будь-яку дію проти проявів гомосексуальності або негативне відношення до них. Також вони звинувачують дослідників в нерозрізненні інтелектуального неприйняття гомосексуальності (гомонегативізм) і особистих, емоційних реакцій (гомофобії). В цілях чіткішого розділення гомофобії і гомонегативізму Хадсон і Рікеттс підкреслили, що гомонегативізм включає судження, засновані на оцінці моральності гомосексуальної і бісексуальної орієнтацій, а також дії на основі уявлень, переваг, закону, соціальної прийнятності або інших інтелектуальних причин. Під гомофобією ж, на їх думку, слід розуміти суто фобійні прояви яскравих емоцій страху, тривоги або відрази (які можуть включати або не включати когнітивний компонент) в процесі безпосереднього особистого спілкування з особами гомосексуальної орієнтації. У соціальних науках, проте, не усі розділяють таку класифікацію.

Інші фахівці, зокрема, російський лікар-сексолог Михайло Бейлькін, відносять до гомонегативізму тільки раціональне, інтелектуальне неприйняття, яке може супроводжуватися або не супроводжуватися емоціями. Ці фахівці пропонують емоційне неприйняття(страх, неприязнь, ненависть, відраза) як і раніше називати гомофобією, тобто розділяти емоційну і інтелектуальну складові неприйняття.
- Грегорі М. Херек[en] (Gregory M. Herek) у 1991 висловився проти подальшого використання поняття гомофобія, оскільки воно покладає основну провину на індивіда, замість того щоб розглядати антигомосексуальні прояви як відображення культурних впливів, і пропонує користуватися терміном «антигомосексуальні забобони (sexual prejudice)».[18][19][7]

### Дослідження природи гомофобії
У зв'язку з великою увагою, що приділяється проблемам альтернативного сексуального життя в західних країнах, психологи і представники соціальних наук активно досліджують феномен гомофобії як в різких, так і в помірних його проявах. Існує немало досліджень, присвячених кореням цього явища. Найбільш популярним поясненням слугує «спроба відвернути від себе можливі підозри в наявності гомосексуальних схильностей», що, частково, підтверджується експериментальними дослідженнями. Наприклад, Генрі Адамс, Лестер Райт-молодший і Бетані Лор у 1996 році опублікували статтю з описом дослідження, в якому двом групам чоловіків, умовно визначеним як «гомофоби» і «не-гомофоби» (рівень «гомофобії» визначався відповідно до опитувача «Індекс гомофобії» Хадсона і Рікеттса), пред'являлися еротичні стимули гетеросексуального, жіночого гомосексуального і чоловічого гомосексуального характеру. У всіх випробовуваних була зафіксована ерекція при демонстрації зображень гетеросексуального і жіночого гомосексуального характеру, тоді як аналогічна реакція на чоловічі гомосексуальні сюжети спостерігалася тільки у чоловіків з умовної групи «гомофобів». В той же час отримані результати спростували тезу про те, що «гомофобами» є лише випробовувані з агресивною поведінкою: різниці між «індексами агресивності» двох груп виявлено не було.
Багато західних дослідників також звертають увагу на роль традиційної культури, традиційних цінностей і виховання у формуванні гомофобії. Наприклад, Майкл Кіммель розглядає дію домінуючих стереотипів маскулінності («ультра-чоловічої поведінки», «гегемонної маскулінності»), і заявляє, що гомофобні реакції — один зі способів підкреслення мужності. Одним з яскравих підтверджень цієї позиції є «диференційована» гомофобія, тобто набагато частіший прояв агресивності і неприязні з боку чоловіків по відношенню до «жіночних» чоловіків. За даними психологів, гомофобів серед жінок значно менше, ніж серед чоловіків.
Як відомо з біології, основна маса самців прагне домінувати у своєму співтоваристві, а оскільки пасивний гомосексуальний контакт призводить до значного зниження статусу самця в співтоваристві, то самці, що борються один з одним за домінуюче положення, побоюються того, що сильніший самець може здійснити з ними гомосексуальний контакт з активних позицій, але тут не враховується той факт, що не всякий гомосексуальний контакт пов'язаний з приниженням, а пов'язаний із задоволенням сексуальної потреби і люди зачасту плутають позу гомосексуального приниження і позу сексуального контакту. Це проявляється і у тварин. З цієї точки зору, гомофобією можна називатися тільки боязнь примусу до участі в гомосексуальному контакті в пасивній якості. Знаходячись в ієрархічному співтоваристві (зграї), самці роблять дії з метою виключити загрозу примусу до участі в гомосексуальному акті — до таких відносяться як уникнення самців, що представляють подібну загрозу, так і агресивний напад на них.

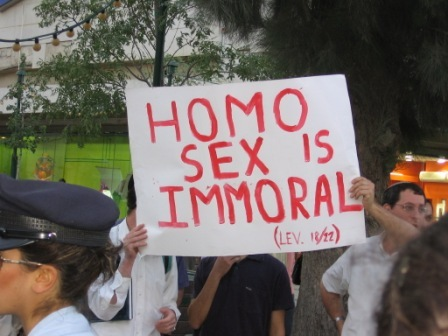
Протести в Ізраїлі проти гомосексуальності в 2005 році. На плакаті напис: «Гомосексуальність — аморальність»

Проблему гомофобії в Україні в контексті медійних процесів, правоборчого руху, Євромайдану та Антитерористичної операції на сході України (Російська збройна агресія проти України (2014—2017)) досліджує Олесь Барліг у п'єсі «Уроборос у Східному експресі». Твір потрапив до програми Фестивалю рівносі у Запоріжжі і фестивалю Тиждень актуальної п'єси. У 2017 році твір увійшов до збірки «Звірі подивляться замість тебе» видану у видавництві Крок

### Інтерналізована гомофобія
Одним з видів гомофобії, що викликав пильну увагу психологів, стала інтерналізована (інтернальна) гомофобія — ситуація, коли гомосексуали і бісексуали бояться або відчувають відразу до своєї гомосексуальності та бісексуальності відповідно, може означати також страх індивіда стати гомосексуальним, страх перед власною можливою гомосексуальною поведінкою. Деякі гомосексуали, бісексуали та лесбійки при цьому пригнічують власні гомосексуальні бажання і прагнення, інші ж цього не роблять, але можуть відчувати при цьому різні негативні емоції — комплекс провини, тривогу, розкаяння совісті і т. д. Деякі автори вважають, що називати таких людей латентними гомосексуалами некоректно, оскільки людина є тим, ким вона хоче бути, а гомосексуалом така людина бути не бажає.
Інтерналізована гомофобія може мати різні негативні наслідки для психологічного здоров'я індивіда. При цьому можуть спостерігатися зниження самооцінки, невротизація, розвиток різних психологічних комплексів, депресія і навіть суїциїдальні наміри та спроби. У гомосексуалів і бісексуалів, що живуть потаємно (приховуючи свою орієнтацію від оточення) та страждають інтерналізованою гомофобією, може також розвиватися своєрідна параноїдна настроєність, хвороблива недовірливість і підозрілість. Такій людині увесь час здається, що його «вирахують», розкриють, що над ним за його спиною сміються, обговорюють, засуджують, а також що його можуть звільнити з роботи, що його не приймають або до нього погане відношення саме через те, що про його орієнтацію здогадуються або знають. При цьому такі побоювання можуть мати або не мати під собою реальних підстав.

## Гомофобія і суспільство

### Позиція прихильників ЛГБТ

У країнах, відмічених синім і фіолетовим, ухвалені закони, згідно з якими до категорії осіб, злочини проти яких потрапляють в категорію «злочинів на ґрунті ненависті», віднесені гомосексуали.

Прихильники ЛГБТ-руху асоціюють гомофобію не тільки з проявами насилля проти гомосексуалів, але також і з дискримінаційними на їх думку законами. Зокрема з гомофобією асоціюють законопроєкти, що стосуються заборони пропаганди гомосексуальності, відсутність законодавчого закріплення для одностатевих шлюбів, протидію громадськості щодо проведення гей-парадів, а також з позицією християнської церкви  щодо гріховності гомосексуальних зв'язків.
З гомофобією пов'язують і порушення прав сексуальних меншин поза правовим полем, шляхом особистих рішень окремих чиновників, що перешкоджають геям і лесбійкам в займанні певних посад, проведенні мітингів і ходів. І. Кон вважав, що гомофобія — форма ксенофобії і, отже, пов'язана в першу чергу саме зі страхом перед іншими, тими, хто виділяється із загальної маси.
Прикладом агресивних звинувачень суспільства у гомофобії в Україні є висловлення правозахисниці і політика Тетяни Монтян, в якому вона стверджує, що ті «хто волатиме, що дитині в дитбудинку краще, ніж в одностатевій родині, є ганебною людиною, яка заслуговує лише на те, аби померти в таких самих муках, які переживають нещасні безневинні діти в наших казарменних дитбудинках. Мій чоловік з 5 років ріс в дитбудинку, і якщо ви йому скажете, що там краще, ніж з гоміками — він і вдарити може, хоча є дуже спокійною та толерантною людиною, яка витримує навіть вихідки наших чотирьох синів.».

### Позиція супротивників ЛГБТ
Більшість супротивників ЛГБТ-руху заявляють, що їхнє ставлення до гомосексуальності пов'язане з уявленнями про норму, а отже, не є чимось негожим або ненормальним. Деякі з них заперечують проти правомірності використання терміна «гомофобія», вважаючи його ідеологічним кліше, яке надмірно широко використовується для того, щоб створювати уявлення про супротивників ЛГБТ як про не цілком нормальних і здорових людей. У зв'язку з цим виникали пропозиції замінити його більш нейтральним терміном «гомонегативізм».
Супротивники ЛГБТ мотивують свою позицію тим, що гомосексуальність є не варіантом норми, а її порушенням, а також суперечить традиційним моральним цінностям, що передаються з покоління в покоління. Гомосексуальні стосунки засуджують світові релігії — християнства, іслам, буддизм, а також юдаїзм, зокрема християнство розглядає гомосексуальну поведінку як тяжкий гріх. І якщо тих, хто живе в гріху Церква закликає до покаяння, то з пропагандою гріховного способу життя Церква закликає боротися, і, зокрема, вимагає від держави заборони публічних акцій, спрямованих на популяризацію гомосексуальної поведінки (гей-парадів тощо), а також кримінальних або адміністративних санкцій за подібні дії. Традиціоналісти можуть також звинувачувати гомосексуалів у руйнуванні здатної до репродукції сім'ї.
У 2012 році одне з найбільших інформаційно-новинних агентств світу Associated Press заборонило своїм журналістам використати слово «гомофобія» відносно супротивників гомосексуального стилю життя і рекомендувало замість нього використовувати слово «антигомосексуальний».

## Лесбофобія
Деякими фахівцями і активістами запропонований особливий термін лесбофобія (англ. lesbophobia) для спеціалізованого позначення негативних реакцій саме проти лесбійок. На думку представників французького центру по боротьбі з гомофобією, таке відособлення має значення у зв'язку з тим, що лесбійки, в порівнянні з геями, неохоче зізнаються у фактах дискримінації по відношенню до них, хоча насправді такі факти мають місце. Лесбофобія зв'язана з деякими особливими стереотипами — наприклад, з упередженням по відношенню до жінок-спортсменок у зв'язку з підозрами, що більшість з них лесбійки. Попри це, розділення поняття гомофобії на упередження по відношенню до геїв і упередження по відношенню до лесбійок залишається маловживаним.

## Психологічні наслідки
Негативне ставлення суспільства до ЛГБТ-спільноти має певні негативні наслідки для її представників. Так, британський психотерапевт Домінік Дейвіс стверджує, що цілеспрямоване озвучування негативного ставлення суспільства до представників ЛГБТ-спільноти призводить до формування у них так званої інтерналізованої гомофобії, тобто ненависті до своєї власної сексуальної ідентичності, в результаті чого у гомосексуалів спостерігаються різні клінічні прояви, наприклад, зростаюче споживання алкоголю, наркотиків та тютюнопаління.
Канадський психолог-клініцист Дон Кларк зазначає, що «самооцінка геїв поступово знижується через те, що кожен день суспільство демонструє небажання визнати їх людську цінність і гідність, змушуючи їх, таким чином, звернути свій гнів проти самих себе. Цей процес має характер низхідної спіралі і не дає можливості отримання коригувального емоційного досвіду».
Міркуючи про методи подолання негативних психологічних наслідків гомофобії для геїв, російський лікар-сексолог, кандидат медичних наук М. Бейлькін висловлює переконання в тому, що «гомофобна дискримінація та пропаганда, прирікає геїв на невротичний розвиток, що необхідно звести до мінімуму. В рамках цивілізованого суспільства це досягається демократичним законодавством, громадським просвітництвом і добре продуманим шкільним вихованням».

## Приклади в Україні
На початку 2016 року було анонсовано гей-фестиваль у Львові. Захід було зірвано агресивно-налаштованими «праворадикалами». На адресу організаторів заходу прийшло чимало погроз, потенційним учасникам не дали зарезервувати місця у готелі та чинили інші перешкоди. Натомість 19 березня 2016 року фестиваль відбувся у столиці, однак правоохоронці були змушені охороняти учасників заходу.
В день проведення київського фестивалю у Львові представники ЛГБТ-спільноти на знак солідарності зібрались у готелі «Дністер». 300 осіб оточили готель та жбурляли каміння у членів спільноти. В поліцію надійшла інформація про замінування готелю.
В грудні 2019 в Рівному було заборонено проведення маршів рівності, ЛГБТ-маршів та інших заходів «пропаганди девіантної статевої поведінки». Розгляд питання ініціював депутат від партії Свобода Олег Карпяк.
31 жовтня 2021 року набуло розголосу інтерв‘ю танцівниці Ілони Гвоздьової з Наталією Влащенко. Гвоздьова назвала геїв психічно хворими, а також сказала, що «гей — це тепер професія». Це обурило українську ЛГБТ+ спільноту та правозахисників. Ігноруючи спроби людей просвітити її, вона за підтримки праворадикалів почала розпалювати ненависть до всіх незадоволених її поглядами. Того ж дня спробувала виправити ситуацію, давши інтерв'ю газеті «Сьогодні». Слова в інтерв'ю з Наталією Влащенко та газеті суперечать одні одним: у програмі Ілона називає геїв психологічно нездоровими, а у газеті висловлюється інакше: «Я, звичайно ж, не психолог, діагнози не ставлю, не маю на це жодного права, але маю право висловити суто свою особисту думку та ставлення, поділитися своїми переконаннями».

## Критика терміна
Прихильники псевдонаукової репаративної терапії, які розцінюють гомосексуальність як психічний розлад, переконані, що причина негативних процесів в психіці лесбійок, геїв і бісексуалів (підвищена частота суїцидів в підлітковому віці, зловживання алкоголем і наркотиками) полягає не в гомофобії суспільства і не в поширеній критиці гомосексуальних відносин, а в протиприродності гомосексуальності як такої. Репаративні терапевти і антигей-активісти вважають, що потрібно проводити активніші кампанії з роз'ясненням населенню шкідливості і неприйнятності гомосексуального способу життя, особливо серед молоді та в школах, з метою недопущення «вербування в гомосексуальність» і протидії «пропаганді гомосексуальності».